# Petroleumsprodukter
Pertroleumsprodukter er brugbare produkter, som udledes af råolie (petroleum), på et olieraffinaderi.
Alt efter sammensætningen og efterspørgsel, kan raffinaderierne producere forskellige pertroleumsprodukter. Størstedelen af petroleumsprodukter bruges som energibærere: forskellige kvaliteter af brændsel og benzin. Raffinaderier producerer også kemikalier, hvor nogle bruges til kemisk fremstilling af plastik og andre brugbare produkter. Da råolie indeholder nogle få procent svovl, er store mængder svovl ofte produceret som et petroleumsprodukt. Hydrogen og kul, i form af koks, laves også som petroleumsprodukter.

## Overordnede produkter fra olieraffinaderier
| - Plastik - Asfalt - Dieselolie - Brændsel - Benzin |  | - Petroleum - LPG - Smøremiddel - Paraffin - Tjære |

## Specielle slutprodukter
Olieraffinaderier tilsætter passende additiver, tilbyder kort opbevaring og forbereder produkter til levering med, lastbiler, pramme, tankskibe og togvogne.
- Gasser til brændstof, f.eks. propan, opbevaret og leveret flydende under tryk i specielle togvogne til distributørerne.
- Flydende brændstofblandinger (forskelligt bil- og flybenzin, petroleum, forskellige brændstoffer til flyturbiner og for for diesel, iblanding af farver, rensende kemikalier, antibanke-tilsætningsstoffer, iltholdige tilsætninger og svampemidler, hvor påkrævet). Fragtet med pram, tog og tankskib. Kan lokalt blive sendt via bestemte rør hovedsageligt flybrændstof til lufthavne, eller til distributører.
- Smøremidler (smøreolie, motorolie og fedt, tilføjet viskositetsstabilisatorer, hvor pålkrævet), normalt sendt til embaleringsfirmaer.
- Voks (parffin), bruges blandt andet til pakning af frosne fødevarer. Sendes som pakkede blokke til forbrugeren.
- Svovl (eller svovlsyre), biprodukter fra fjernelsen af svovl fra petroleum, som kan indeholde op til et par procent svovl som organisk svovl. Svovl og svovlsyre er vigtige industrimaterialer. Svovlsyre sendes som regel som syreforgængeren oleum.
- Tjære sendes pakket til brug i tagpapproduktion og lignende produktioner.
- Rå asfalt – bruges som binder i asfalt til vejbelægning, fortov, osv.
- Pertroleumskoks, bruges i specielle kulprodukter, f.eks. elektroder, eller som fast brændstof.
- Petroleumskemikalier, som ofte sendes til fabrikker, til videre produktion. Petroleumskemikalier kan være forgængere til andre kemikalier eller forskellige aromatiske kemikalier.